# HD 217107 b
HD 217107 b é um planeta extrassolar na constelação de peixes a aproximadamente 64 anos-luz do planeta Terra . O planeta foi descoberto orbitando a estrela HD 217107 aproximadamente a cada sete dias, classificando-o como um Júpiter quente. Pela sua excentricidade orbital elevada, cientistas foram capazes de confirmar a existência de outro planeta no sistema, HD 217107 c.